# Кум'язи
Кум'язи́ (рос. Кумьязы, башк. Ҡомъяҙы) — присілок у складі Балтачевського району Башкортостану, Росія. Входить до складу Старобалтачевської сільської ради.
Населення — 532 особи (2010; 592 у 2002).
Національний склад:
- башкири — 98 %